# Tarnowskie Góry Kopalnia Srebra
Tarnowskie Góry Kopalnia Srebra – przystanek kolei wąskotorowej w  Tarnowskich Górach, na terenie dzielnicy Bobrowniki Śląskie-Piekary Rudne, w pobliżu Zabytkowej Kopalni Srebra.